# Babolat
Babolat er en fransk producent af sportsudstyr til tennis, badminton og padel, som er baseret i Lyon.
Virksomheden blev etableret af Pierre Babolat i 1875 som en producent af strenge. I 1994 begyndte de også at producere ketsjerrammer. I 2014 producerede de deres første tennisketsjer.